# فيكتور باتشيكو
فيكتور دانيلو باتشيكو بوستامانتي (بالإسبانية: Víctor Pacheco)‏ (مواليد 24 سبتمبر 1974 في سوان) لاعب كرة قدم كولومبي دولي يجيد اللعب في خط الوسط . يلعب حاليا لصالح نادي ديبورتيفو باستو الكولومبي من سنة 2009 .

## روابط خارجية
- فيكتور باتشيكو على موقع الاتحاد الدولي (مؤرشف)  (الإنجليزية)
- فيكتور باتشيكو على موقع قاعدة بيانات كرة القدم.إي يو (الإنجليزية)
- فيكتور باتشيكو على موقع ناشيونال فوتبول تيمز (الإنجليزية)
- فيكتور باتشيكو على موقع أوليمبيديا (الإنجليزية)